# Condition des femmes au Burkina Faso
La condition des femmes au Burkina Faso est, selon les indicateurs socio-démographiques, handicapée par la pauvreté et les inégalités de genre. Des progrès sont cependant notés ces dernières décennies en matière d'espérance de vie, ainsi que d'accès à l'emploi, à l'éducation et à la santé. Les gouvernements successifs ont pris des mesures législatives afin d'encourager la parité, de promouvoir l’autonomie et de lutter contre les mutilations génitales, malgré la persistance de ce phénomène. S'il n'existe pas de tradition féministe significative, de nombreuses organisations de la société civile contribuent à leur inclusion sociale.

## Indicateurs socio-démographiques

### Espérance de vie
Selon les données de la Banque mondiale, l'espérance de vie moyenne des femmes à la naissance est passé de 35,5 à 50,5 ans de 1960 à 1986 avant de connaître une relative stagnation et de repartir à la hausse à la fin des années 1990 pour atteindre 61,9 en 2018.

### Accès à l'éducation
En 2019, la scolarisation des filles, bien qu'obligatoire comme pour les garçons jusqu'à 16 ans, se heurte à la pauvreté, aux représentations sociales, ainsi qu'aux mariages et aux grossesses précoces. Si le nombre de filles scolarisées dans le primaire est passé de 72 % en 2008 à 95 % en 2018, 40 % d’entre elles poursuivent dans le secondaire et 4 % dans le supérieur.Les données de l'Unesco indiquent pour cette même année un taux d'accès au supérieur de 5,1 % contre 9 pour les hommes. Une étude de 1998 indique que le rattrapage des filles en termes d'accès à la scolarité s'est effectué plus rapidement en ville, les citadines étant scolarisées dans les mêmes proportions dès cette époque. Les garçons sont plus nombreux à suivre un enseignement religieux, en plus de la fréquentation d'une école publique ou privée. Selon la même étude, ils sont également davantage soutenus dans leur réussite scolaire et plus diplômés (32,6 % contre 27, 5 %, toujours en 1998).

### Emploi
Au début des années 2000, l'économie du Burkina Faso reste marquée par la prédominance de la ruralité et de la pauvreté. L’agriculture, l’élevage et les ressources forestières représentent 40 % du PIB en 2009 et, selon une enquête réalisée en 2003, 46,4% de la population vivait en dessous du seuil absolu de pauvreté estimé à 82 672 francs CFA par personne et par an. La pauvreté touche davantage les femmes et les habitudes coutumières les conduisent souvent à exercer les tâches domestiques.
En 2014, le taux d'emploi des femmes est de 52,84 % d'après les données de la Banque Mondiale.
Le cadre institutionnel prévoit cependant l'égalité devant la loi et la non-discrimination fondé sur le sexe en matière d'emploi. En 1997, sous la présidence de Blaise Compraoré, un ministère de Promotion de la femme a été créé, destiné notamment a améliorer le taux d'instruction et l'insertion économique des femmes. Il est désormais remplacé par le Ministère de la Femme, de la Solidarité nationale, de la Famille et de l'Action humanitaire, avec à sa tête Laurence Ilboudo-Marchal depuis 2018.
La division sexuelle du travail reste encore la norme, surtout à la campagne. Du fait des représentations sociales, l'entrée dans le salariat ne s'accompagne pas mécaniquement d'un rééquilibrage des tâches ménagères en faveur des femmes, même si cela joue en faveur de leur autonomie.
D'après les données de Institut National de la Statistique et de la Démographie en 2010, 83 % des femmes travaillent dans le secteur agricole, fournissant 60 % de la production. Néanmoins, en raison du droit coutumier en matière d'héritage, une faible proportion d'entre elles dispose de l'accès à la terre : en 2015, 8,2 % des femmes sont détentrices individuelles du foncier contre 45,5 % pour les hommes et 32 % des femmes organisées en union

### Participation à la vie politique
Les femmes burkinabés accèdent à la citoyenneté politique avec la loi-cadre de 1956. Leur participation aux organes de décision politique restent cependant longtemps restreinte. Les représentations culturelles et les facteurs socio-économiques comme l’analphabétisme et la surcharge de travail domestique freinent leur engagement dans la sphère publique. De mai 1957 à décembre 2009, sur 52 gouvernements successifs, 38 femmes ont assumé 124 mandats à titre de ministre, de ministre déléguée ou de secrétaire d’État, soit 10,3 % de l’ensemble. Célestine Ouezzin-Coulibaly-Traoré est la première d'entre elles en siégeant en 1958, sous le Conseil de gouvernement, en tant que ministre des Affaires sociales, de l’Habitat et du Travail. Fatimata Traoré-Sigué est la première ministre depuis l'indépendance, accédant au poste de ministre des Affaires sociales en 1978
La faible participation se vérifie également dans le secteur législatif et au niveau de l’administration locale. Lors des élections législatives de 2015, 15 femmes ont été élues sur les 127 sièges et pour les élections municipales de 2016, on compte 2 359 femmes 18 602 conseillers municipaux. Afin d’œuvrer en faveur de la parité, l'Assemblée nationale a adopté le 20 janvier 2020 une loi imposant un quota de 30 % et l'introduction d'une modalité de positionnement alternée pour les listes de candidature .

## Problématiques sociales

### Santé
L'accouchement est une cause de mortalité importante dans le pays, faute d'infrastructures adaptées et de personnels qualifiés. En 2010, la mortalité maternelle est estimée à 300 décès pour 100 000 naissances. En 2006, une politique nationale de subvention des soins obstétricaux est mise en place afin d'aider l’accès aux services hospitaliers. Cette mesure a allégé la pression financière exercée sur les femmes mais le manque de professionnalisme d'une partie du secteur médical ou paramédical gêne encore, au début des années 2010, la démocratisation de la santé.

### Excision et mutilations
L'excision est la principale forme de mutilation génitale faite aux femmes dans le pays. Entre 1990 et 2020, le taux de l’excision est passé de 75,8 % à 67,6 % pour les femmes de 15 à 49 ans et de 13,3 % à 11,3 % pour la tranche d’âge des filles de 0 à 14 ans selon Laurence Ilboudo-Marchal. Cette pratique, interdite par le Code pénal depuis 1996, persiste et le gouvernement a lancé un plan stratégique de quatre ans en 2019 avec le soutien de l'Organisation mondiale de la santé.
Le maintien et la transmission de ce type de mutilation s'expliquent par un faisceau de raisons sociologiques et religieuses. Le manque d'instruction, l’appartenance à la religion musulmane et la perception favorable de l’excision sont des facteurs aggravants selon une étude statistique publiée en 2008

## Luttes féministes
Le féminisme en tant que mouvement organisé n'existe pas avant le XXIe siècle mais des acteurs ont bien œuvré en faveur des droits des femmes. Yennenga, figure légendaire fondatrice du royaume mossi, est une icône restée célèbre pour son refus du mariage forcé. Il existe de nombreuses associations de femmes dans des domaines culturels et pratiques, améliorant par exemple l'alphabétisation et la diffusion des savoir-faire.
Plus récemment, Thomas Sankara a joué un rôle de précurseur lors de son accès au pouvoir dans les années 1980. Malgré les critiques, il favorise la nomination de femmes dans les ministères, les préfectures et au sein des Comités de défense de la révolution. Il encourage également leur émancipation par l’instauration d'un jour de marché pour les hommes, l'imposition d'un âge minimal pour le mariage, la prohibition de l’excision, de la dot et du lévirat.